# Реча (Бакау)
Реча (рум. Recea) насеље је у Румунији у округу Бакау у општини Хорђешти. Oпштина се налази на надморској висини од 140 m.

## Становништво
Према подацима из 2002. године у насељу је живело 573 становника, од којих су сви румунске националности.